# Thanh-Huyen Nguyen
Thanh-Huyen Nguyen (* 19. Januar 2002) ist eine deutsche Schauspielerin.

## Leben
Thanh-Huyen Nguyen stammt aus Berlin. Ihre Mutter ist Vietnamesin, ihr Vater Deutscher.
Thanh-Huyen Nguyen spielte in der 20. Staffel und 21. Staffel der deutschen Fernsehserie Schloss Einstein von Folge 872 (Februar 2017) bis Folge 922 (März 2018) die Rolle der fleißigen externen Musterschülerin Le Thi „Dodo“ Duyen und übernahm eine der Serienhauptrollen.
In der ZDF-Fernsehserie Die Spezialisten – Im Namen der Opfer verkörperte sie in der Episode Große weite Welt Rose. Im Werbespot #Unddu? gegen Gewalt spielte sie Lea.
Sie lebt in Gera (Thüringen).

## Filmografie
- 2017–2018: Schloss Einstein (Fernsehserie, 39 Folgen)
- 2017: Die Spezialisten – Im Namen der Opfer (Fernsehserie, eine Folge)
- 2020: #UndDu?
- seit 2023: Dahoam is Dahoam (Fernsehserie)